# Jean Marc Gaspard Itard
Jean Marc Gaspard Itard (francès: Jean-Marc-Gaspard Itard)  (Aurason, 24 d'abril de 1774 - Passy, 5 de juliol de 1838) va ésser un metge i pedagog occità.

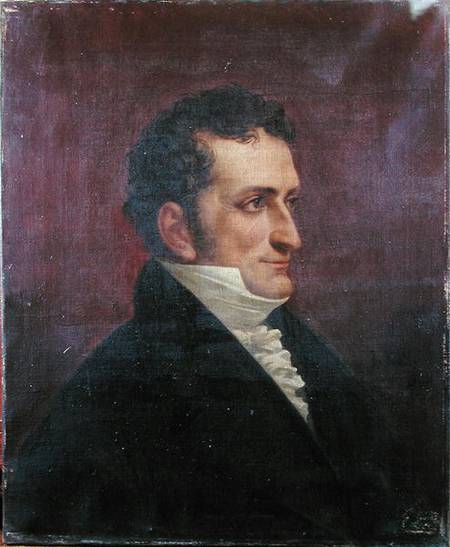
Jean Marc Gaspard Itard

La seua aportació en el camp educatiu es concreta sobretot en les experiències amb l'infant Victor d'Aveyron, conegut com "el nen salvatge d'Avairon" encaminades a facilitar l'educabilitat dels deficients mentals. El 1970 el director de cinema francès François Truffaut es va inspirar en la història d'aquest nen per realitzar la pel·lícula L'infant salvatge.
Els seus treballs i els de Édouard Séguin influenciaren l'obra de Maria Montessori.